# Dampfzentrale Bern

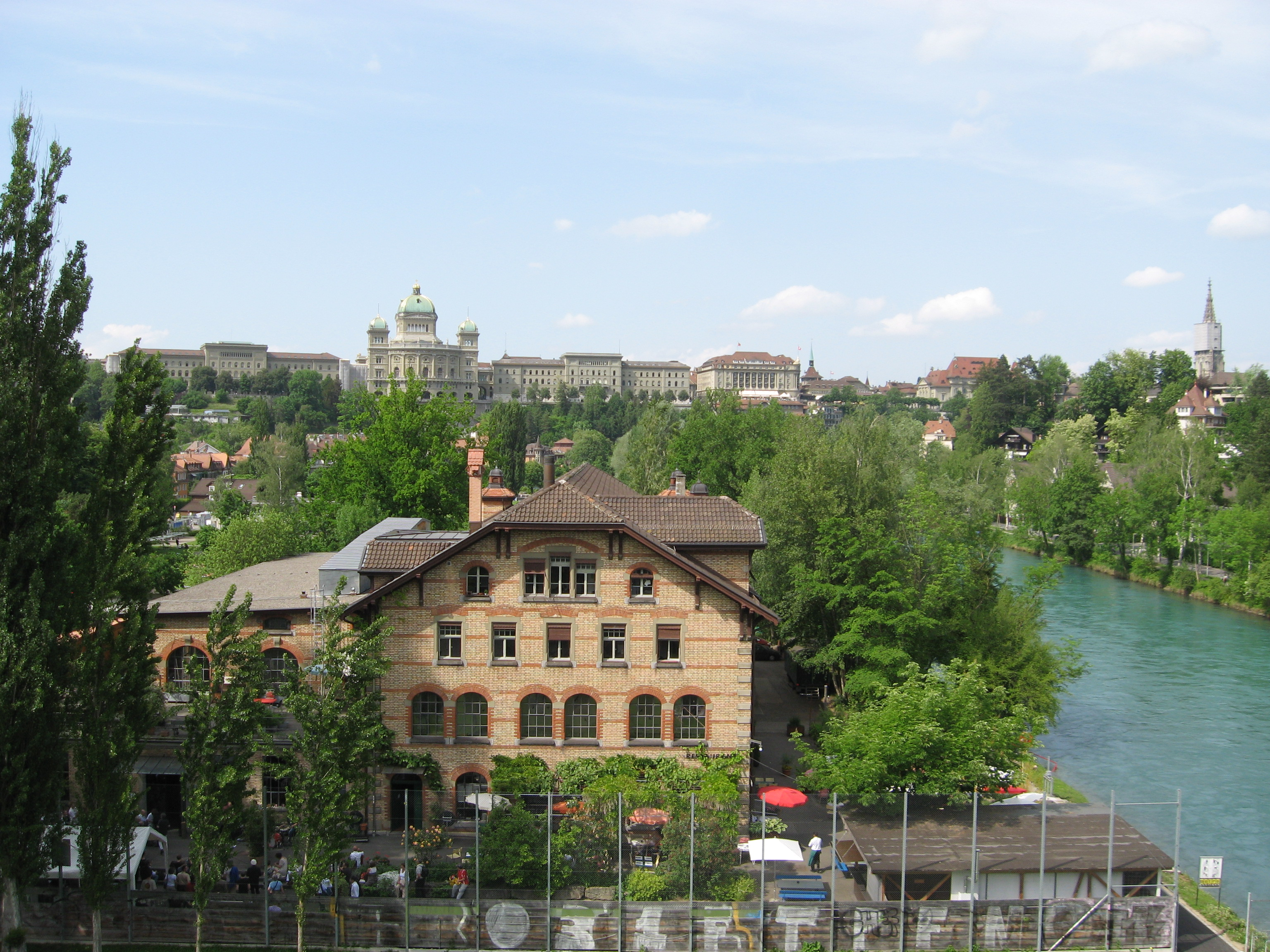
Dampfzentrale mit Bundeshaus und Münster im Hintergrund

Die Dampfzentrale Bern im Marziliquartier in Bern ist ein ehemaliges Industriegebäude und heutiges Kulturzentrum für zeitgenössischen Tanz und Musik.

## Geschichte
Das Dampfkraftwerk wurde 1904 ergänzend zum Wasserkraftwerk im Mattequartier gebaut. Verantwortlich zeichnete der Architekt Eduard Joos, der zuvor bereits das Hauptgebäude der Universität Bern baute. Im Jahr 1924 wurden zusätzlich zu den Kohlekesseln auch Dieselaggregate eingebaut, und 1939 stellte man den Betrieb mit Kohle ein. Der 50 Meter hohe Kamin wurde abgebrochen.
Das Kraftwerk wurde 1973 stillgelegt, die Dieselaggregate abgebaut und die Dampfzentrale wurde als Lagerraum benutzt. Die Stadt Bern diskutierte über eine zukünftige Nutzung der Hallen als Schwimm- und Sporthallen, beschloss aber 1981 schliesslich den Abbruch der Gebäude. Die Berner Denkmalpflege griff ein, um die vom industriegeschichtlichen Standpunkt her interessanten Gebäude zu retten.
Während der Berner Jugendunruhen suchte die Kulturszene nach Veranstaltungsräumen und die Stadt zeigte sich diesbezüglich wenig kooperativ. Die 1981 besetzte Reitschule wurde 1982 polizeilich geräumt, verbarrikadiert und bewacht. Deshalb wurde 1986 von verschiedenen kulturellen Gruppierungen der Verein Dampfzentrale gegründet mit dem Ziel, das freistehende Areal kulturell zu nutzen. Da die Stadt nicht auf die diversen vorgelegten Vorschläge einging, kam es im Mai 1987 zur Besetzung der Dampfzentrale, die von Züri West in ihrem Lied «Hansdampf» besungen wurde. Am 19. Oktober, nach der Besetzung der Reithalle, erkannte der Gemeinderat schliesslich den Handlungsbedarf und erteilte der Dampfzentrale eine provisorische Bewilligung als Kulturzentrum. Gleichzeitig beauftragt er das Architekturbüro Haltmeyer + Flückiger, ein Projekt zur Renovation und Neunutzung des geschützten Industriebaus auszuarbeiten. Im bald eingespielten Dauerprovisorium bespielt zeitgenössische Kultur die Kraftwerkhallen.

## Programm
Seither ist der Kulturbetrieb in allen Dimensionen gewachsen. August 1989 fand im Turbinensaal die Gründungsausstellung der Gruppe Projekt Querschnitt mit Dominik Stauch, Stefan Haenni, Lorenz Spring, Daniel Hausig et al. statt. Im September 1997 wurde das Restaurant Dampfzentrale eröffnet, das sich zum angesagten Szenelokal und Speiserestaurant mausern konnte. Im selben Jahr bewilligte der Berner Stadtrat einen Kredit von 4,1 Millionen Franken für die Gesamtsanierung der Gebäude und des Areals. Die Sanierung dauerte von September 1998 bis August 1999, der Kulturbetrieb wurde derweil mit Einschränkungen aufrechterhalten.
Mit der Sanierung wurde die Dampfzentrale zu einem professionell geführten Kulturbetrieb mit guter Infrastruktur. Die Theaterbühne fasst 400 Zuschauer. Jährlich finden über 500 Anlässe statt. Neben den Hauptbühnen im Turbinensaal und Kesselhaus und dem Foyer gibt es Übungsräume für einheimische Künstler. 2002 wurde die Dampfzentrale mit dem Kulturpreis der Burgergemeinde ausgezeichnet, der mit 100'000 Franken dotiert ist.
Im September 2005 übernahmen Roger Merguin und Christian Pauli die Leitung der Kulturhallen Dampfzentrale. Das Kulturzentrum sollte auf die Subventionsperiode 2008–12 hin als zeitgenössisches Kulturzentrum für Tanz und Musik neu konzipiert werden. Nach intensiven Verhandlungen zwischen Dampfzentrale und der Stadt Bern sprach sich der Stadtrat im Frühling 2007 für eine markante Erhöhung der Subventionen für die Jahre 2008–12 aus. Die Dampfzentrale wird derart zum zeitgenössischen Kulturzentrum für Tanz und Musik, welches aktuelle Formen von Musik und Tanz und das vage Terrain dazwischen erkundet. Nach zweijähriger Planungs- und Vorbereitungszeit wurde das Kulturzentrum an der Aare im Januar 2008 mit dem Festival Blueprint neu gestartet. Ein neuer Name (Dampfzentrale Bern statt Kulturhallen Dampfzentrale), ein neues Logo, die neue Website und Programmzeitung MUT, sowie einzelne bauliche Massnahmen markieren diesen Neuanfang.
Merguin und Pauli teilten sich die Intendanz und Betriebsleitung. Merguin übernahm ab 1. Januar 2012 die Leitung des Theaterhauses Gessnerallee in Zürich.
Am 15. Oktober 2012 nahm Georg Weinand als neuer künstlerischer Leiter und Geschäftsführer die Arbeit auf; am 30. März 2016 wurde publik, dass Georg Weinand mit sofortiger Wirkung und "in gegenseitigem Einverständnis" seine Tätigkeit für die Dampfzentrale einstellt. Ein Fünfergremium, bestehend aus den Spartenchefs, übernahm seine Aufgaben.
Seit September 2016 besteht die Geschäftsleitung aus einem Dreier-Team, gebildet aus den Spartenleitern Anneli Binder (Bühne) und Roger Ziegler (Musik) sowie seit 2021 der kaufmännischen Leiterin Karin Bitterli. Die künstlerische Leitung haben Anneli Binder sowie Roger Ziegler inne.
Seit 2011 fungiert das Ensemble Proton Bern als Ensemble in residence der Dampfzentrale Bern.